# Andre Ward
Andre Ward (San Francisco, 23 febbraio 1984) è un ex pugile statunitense.
Annoverato tra i più completi pugili dell'era moderna, si è contraddistinto per la sua rapidità ed intelligenza all'interno del ring. Al novembre 2016 è considerato il mediomassimo nº 1 al mondo dal portale BoxRec e da The Ring. Sempre secondo The Ring e la Transnational Boxing Rankings Board (TBRB), al marzo 2017 ricopre la prima posizione della prestigiosa classifica pound for pound.
Soprannominato "S.O.G." (acronimo di Son Of God), è campione mondiale in due differenti categorie di peso; nel 2016 divenne detentore dei titoli unificati WBA, IBF e WBO dei pesi mediomassimi dopo aver detronizzato l'imbattuto russo Sergej Kovalëv. Tra il 2009 ed il 2011 ha invece posseduto le corone WBA (Super), WBC, The Ring e lineare dei supermedi.
Come dilettante ha vinto la medaglia d'oro nei mediomassimi ai Giochi olimpici di Atene 2004, a cui è seguito il suo debutto tra i professionisti l'anno seguente. Ha raggiunto vasta notorietà mondiale nel 2011 con la vittoria del prestigioso torneo Super Six World Boxing Classic, organizzato dalla rete televisiva statunitense Showtime, nel corso del quale ha sconfitto i campioni del mondo Mikkel Kessler e Carl Froch. Nel medesimo anno è stato nominato "pugile dell'anno" dalla rivista Ring Magazine e dalla Boxing Writers' Association of America (BWAA). Dopo un periodo di attività limitata tra il 2012 ed il 2015, nel 2016 è stato insignito del premio "ritorno dell'anno" sempre da Ring Magazine.

## Carriera

### Carriera da professionista

#### Il Super Six World Boxing Classic

##### Ward VS Kessler
Il 21 novembre 2009 Ward (19-0; 13 KO) ha affrontato il danese Mikkel Kessler (42-1; 32 KO) per la corona WBA Super dei pesi supermedi, in possesso di quest'ultimo. Andre è riuscito a sconfiggere Kessler per decisione tecnica all'11º round a causa dei tagli sul volto di quest'ultimo. Al momento dello stop da parte dell'arbitro Ward era in vantaggio su tutti e tre i cartellini dei giudici: 98-92, 98-92 e 97-93.

##### Ward VS Taylor
Il prossimo avversario di Ward sarà l'ex campione indiscusso dei pesi medi Jermain Taylor (33-4-1; 20 KO), proveniente da una sconfitta per KO alla 12ª ripresa contro Arthur Abraham, sempre nel Super Six.

## Filmografia
- Creed - Nato per combattere (Creed), regia di Ryan Coogler (2015)
- Creed II, regia di Steven Caple Jr. (2018)